# René Lacoste
Pour les articles homonymes, voir Lacoste.

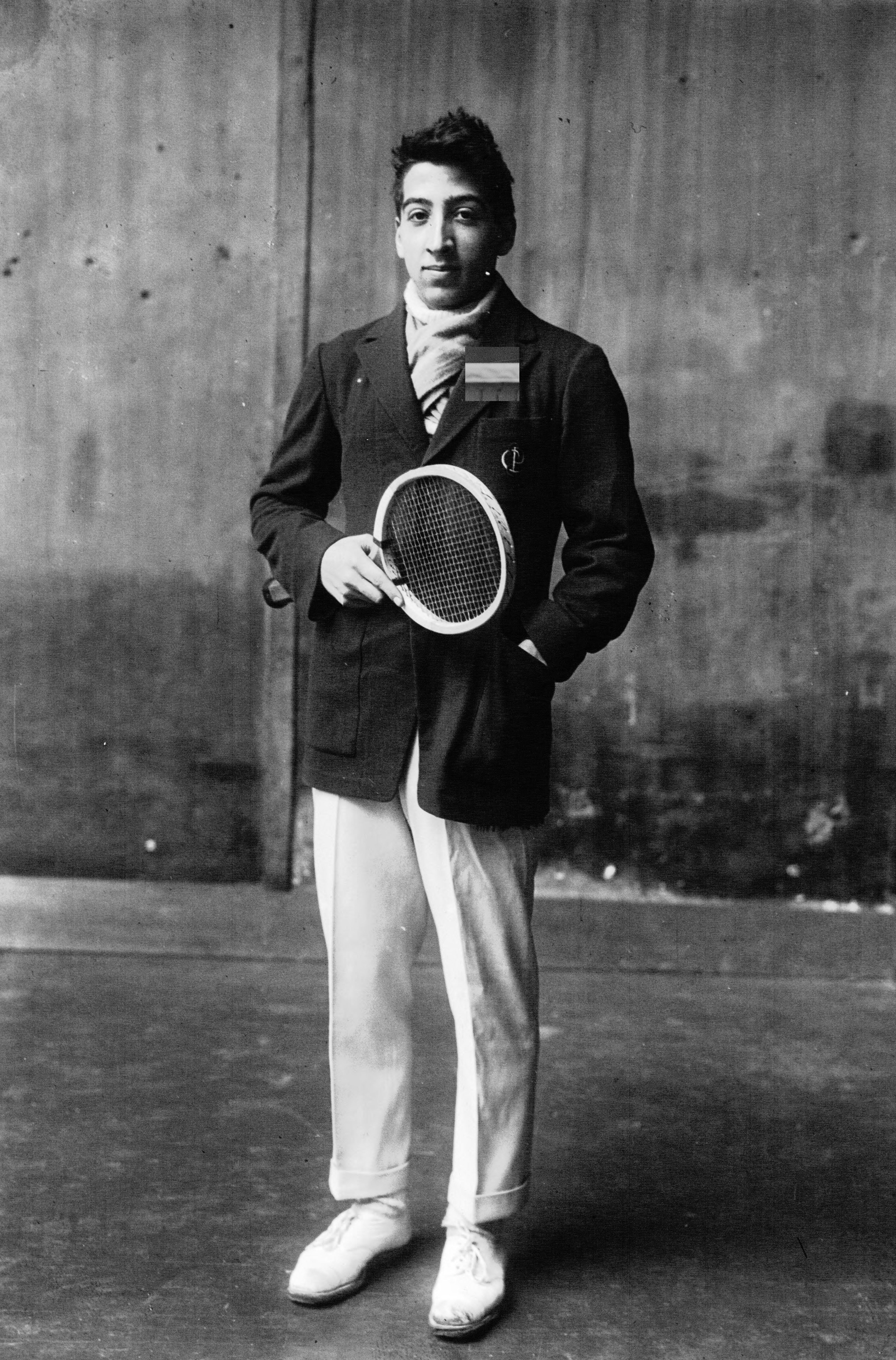
Lacoste en 1922.

Jean René Lacoste (dit Le Crocodile, ou L'Alligator), né le 2 juillet 1904 à Paris et mort à Saint-Jean-de-Luz au Pays basque le 12 octobre 1996, est un champion de tennis, industriel, ingénieur et designer français, fondateur de la marque Lacoste.
Membre des « Quatre Mousquetaires » avec Henri Cochet, Jean Borotra et Jacques Brugnon,  il a remporté 7 tournois majeurs en simple et a fait partie de l'équipe de Coupe Davis victorieuse en 1927 et 1928.

## Biographie
René Lacoste est né à Paris dans le 10e arrondissement, au 38 rue Albouy. Il est le fils de Jean-Jules, (né de père inconnu en 1861 à Bourg sur Gironde, et mort en 1948 à Neuilly-sur-Seine), et de Marie Madeleine Larrieu-Let (née en 1874 à Aigre et morte en 1946 à Asnières-sur-Seine). Jean-Jules devint dirigeant (administrateur délégué) de la firme automobile Hispano-Suiza, et fut décoré chevalier (1917) puis officier (1925) et enfin commandeur (1932) de la Légion d'Honneur. Il fut aussi finaliste du premier championnat de France d'aviron à Mâcon, en 1890, et vainqueur du Championnat régional du Sud-Ouest. Il était le Président de la Société Nautique de la Basse Seine.
Promis à de brillantes études et devant préparer Polytechnique, René décide finalement en 1923 d'y renoncer afin de se consacrer entièrement au tennis.
L'origine de son surnom, « le crocodile » varie selon les sources. L'explication la plus cohérente, tant du point de vue des personnes impliquées que du lieu et de l'année, est que ce surnom lui fut attribué par la presse américaine, à la suite d'un pari qu'il aurait fait en 1923 avec Allan Muhr, alors capitaine de l'équipe de Coupe Davis, à Boston. Une autre version, plus répandue, reprend l'histoire du pari, mais avec le capitaine Pierre Gillou. Sauf que ce même Pierre Gillou ne devint capitaine de l'équipe de France que quelques années plus tard, et surtout pas à Boston. L'histoire du pari est ainsi racontée : René Lacoste regardait dans une vitrine une valise en peau de crocodile ; Pierre Gillou lui fit le pari de la lui acheter si Lacoste gagnait un match décisif. Le match fut perdu, mais l'image du crocodile perdura. D'autant plus que le tempérament de Lacoste correspondait bien à celui d'un crocodile : il  ne lâchait jamais sa proie. Le coup droit fulgurant de Lacoste a été comparé au mouvement de la queue d'un crocodile.
Il a été l'un des « Quatre Mousquetaires » du tennis français avec Henri Cochet, Jean Borotra et Jacques Brugnon, et a remporté la Coupe Davis pour la France en 1927 et 1928. Sur le plan individuel, il a remporté à trois reprises les Internationaux de France de tennis (1925, 1927, 1929), deux fois le tournoi de Wimbledon (1925, 1928) et deux fois l'US Open (1926, 1927). Il fut désigné meilleur joueur du monde en 1926 et 1927. Associé à Jean Borotra, il compte également deux Internationaux de France en double en 1925 et 1929 et un Wimbledon en 1925.
Il arrête le tennis en 1929 à seulement 25 ans en raison de problèmes de santé récurrents. En effet, depuis la Guerre, il est régulièrement victime d'insuffisance respiratoire. En 1932, le capitaine Pierre Gillou le rappelle pour renforcer l'équipe de France de Coupe Davis contre les américains. Lacoste se remet à l'entraînement et atteint même les huitièmes de finale à Wimbledon. À quelques jours de la rencontre, il est cependant contraint de déclarer forfait en raison d'une angine.
René Lacoste commence ses activités d'industriel en fondant une marque de textile portant son nom dont le logo est un crocodile. Le produit est vendu en France dès l'année suivante, puis sera exporté en Europe et dans le monde entier à partir des années 1950. Lacoste était également un inventeur. Parmi ses inventions, on compte notamment une machine à lancer les balles en 1928, la pastille anti-vibration en 1960 (puis l'anti-vibrateur Damper en 1974) et la première raquette de tennis en acier en 1963 qui causa une révolution dans le domaine du tennis qui a mis en cause la suprématie de la raquette en bois et ouvert la voie aux modèles d'aujourd'hui. Cette raquette a gagné 46 titres de tournois du Grand Chelem de 1966 à 1978. Distribuée aux États-Unis par Wilson, elle a été utilisée notamment par Jimmy Connors et Billie Jean King.
Il a été nommé officier de la Légion d'honneur en 1977, et président d'honneur de la FFT. Il est également membre du International Tennis Hall of Fame depuis 1976.
René Lacoste meurt le 12 octobre 1996 à l'âge de 92 ans,, un mois avant la victoire française de la coupe Davis 1996. Il était alors le dernier des « Mousquetaires » encore en vie, Jean Borotra étant décédé en 1994.

## Vie privée
Il se marie le 30 juin 1930 à la golfeuse Simone Thion de La Chaume, rencontrée sur un paquebot de retour d'Amérique, avec laquelle il aura quatre enfants :
- Bernard (1931-2006), président des chemises Lacoste de 1963 à 2005[13].
- François (1933), est chercheur en physique nucléaire[14] et a lancé sa propre structure d’investissement et de capital-risque.
- Michel (1943), ancien élève de l’École Normale Supérieure, élève du professeur Yves Rocard, marié depuis 1994 avec Réjane Marlène De la Bère (4 enfants), directeur puis président des chemises Lacoste depuis 2005[15].
- Catherine (1945), championne du monde de golf par équipe en 1964, championne de France Junior de golf 1964 et 1966, présidente du golf de Chantaco entre 1974 et 2009, situé à quelques kilomètres de Saint-Jean-de-Luz, créé par son grand-père maternel[16].

Avant son mariage, René Lacoste résidait avec sa famille rue Armand-Silvestre à Courbevoie. Il fut par la suite propriétaire d'un logement dans les Immeubles Walter.

## Palmarès

### Titres en simple messieurs

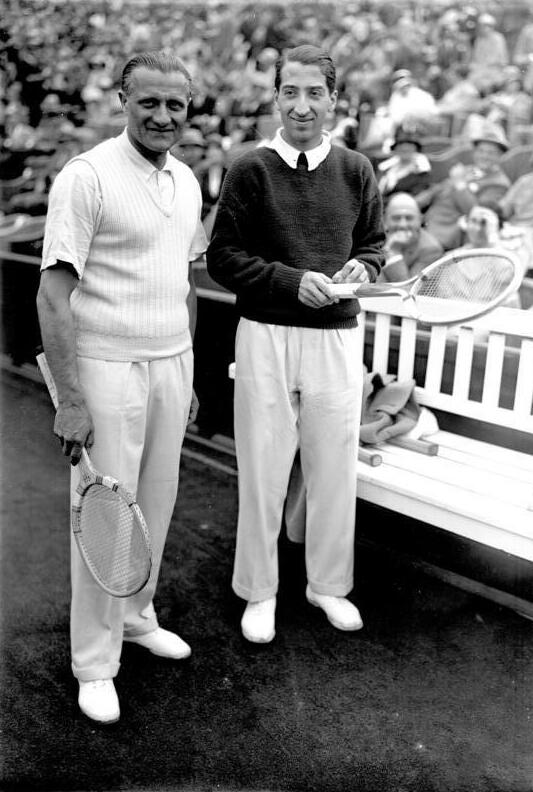
Lacoste (à droite) et Otto Froitzheim.

| No | Date       | Nom et lieu du tournoi                  | Catégorie | Surface      | Finaliste      | Score                    |          |
| -- | ---------- | --------------------------------------- | --------- | ------------ | -------------- | ------------------------ | -------- |
| 1  | 27-05-1925 | Internationaux de France, Paris         | G. Chelem | Terre (ext.) | Jean Borotra   | 7-5, 6-1, 6-4            | Parcours |
| 2  | 22-06-1925 | The Championships, Wimbledon            | G. Chelem | Gazon (ext.) | Jean Borotra   | 6-3, 6-3, 4-6, 8-6       |          |
| 3  | 13-09-1926 | US National Championships, Forest Hills | G. Chelem | Gazon (ext.) | Jean Borotra   | 6-4, 6-0, 6-4            | Parcours |
| 4  | 1927       | British Hard Court, Bournemouth         |           | Terre (ext.) | Patrick Spence | 6-1, 6-2, 6-2            |          |
| 5  | 24-05-1927 | Internationaux de France, Paris         | G. Chelem | Terre (ext.) | Bill Tilden    | 6-4, 4-6, 5-7, 6-3, 11-9 | Parcours |
| 6  | 12-09-1927 | US National Championships, Forest Hills | G. Chelem | Gazon (ext.) | Bill Tilden    | 11-9, 6-3, 11-9          | Parcours |
| 7  | 1928       | British Hard Court, Bournemouth         |           | Terre (ext.) | Patrick Spence | 6-2, 6-2, 6-2            |          |
| 8  | 25-06-1928 | The Championships, Wimbledon            | G. Chelem | Gazon (ext.) | Henri Cochet   | 6-1, 4-6, 6-4, 6-2       | Parcours |
| 9  | 20-05-1929 | Internationaux de France, Paris         | G. Chelem | Terre (ext.) | Jean Borotra   | 6-3, 2-6, 6-0, 2-6, 8-6  | Parcours |

### Finales en simple messieurs
| No | Date       | Nom et lieu du tournoi          | Catégorie | Surface      | Vainqueur    | Score                   |          |
| -- | ---------- | ------------------------------- | --------- | ------------ | ------------ | ----------------------- | -------- |
| 1  | 1924       | Championnat de France, Paris    |           | Terre (ext.) | Jean Borotra | 7-5, 6-4, 0-6, 5-7, 6-2 | Parcours |
| 2  | 23-06-1924 | The Championships, Wimbledon    | G. Chelem | Gazon (ext.) | Jean Borotra | 6-1, 3-6, 6-1, 3-6, 6-4 |          |
| 3  | 02-06-1926 | Internationaux de France, Paris | G. Chelem | Terre (ext.) | Henri Cochet | 6-2, 6-4, 6-3           | Parcours |
| 4  | 20-05-1928 | Internationaux de France, Paris | G. Chelem | Terre (ext.) | Henri Cochet | 5-7, 6-3, 6-1, 6-3      | Parcours |

### Titres en double messieurs
| No | Date       | Nom et lieu du tournoi         | Catégorie | Surface      | Partenaire   | Finalistes                   | Score                    |          |
| -- | ---------- | ------------------------------ | --------- | ------------ | ------------ | ---------------------------- | ------------------------ | -------- |
| 1  | 1924       | Championnat de France Paris    |           | Terre (ext.) | Jean Borotra | Henri Cochet Jean Samazeuilh | NC                       | Parcours |
| 2  | 27-05-1925 | Internationaux de France Paris | G. Chelem | Terre (ext.) | Jean Borotra | Henri Cochet Jacques Brugnon | 7-5, 4-6, 6-3, 2-6, 6-3  | Parcours |
| 3  | 22-06-1925 | The Championships Wimbledon    | G. Chelem | Gazon (ext.) | Jean Borotra | Ray Casey John Hennessey     | 6-4, 11-9, 4-6, 1-6, 6-3 |          |
| 4  | 20-05-1929 | Internationaux de France Paris | G. Chelem | Terre (ext.) | Jean Borotra | Henri Cochet Jacques Brugnon | 6-3, 3-6, 6-3, 3-6, 8-6  | Parcours |

### Finale en double messieurs
| No | Date       | Nom et lieu du tournoi         | Catégorie | Surface      | Vainqueurs                   | Partenaire   | Score                   |          |
| -- | ---------- | ------------------------------ | --------- | ------------ | ---------------------------- | ------------ | ----------------------- | -------- |
| 1  | 24-05-1927 | Internationaux de France Paris | G. Chelem | Terre (ext.) | Henri Cochet Jacques Brugnon | Jean Borotra | 2-6, 6-2, 6-0, 1-6, 6-4 | Parcours |

### Finales en double mixte
| No | Date       | Nom et lieu du tournoi                 | Catégorie | Surface      | Vainqueurs                  | Partenaire      | Score         |          |
| -- | ---------- | -------------------------------------- | --------- | ------------ | --------------------------- | --------------- | ------------- | -------- |
| 1  | 16-08-1926 | US National Championships Forest Hills | G. Chelem | Gazon (ext.) | Elizabeth Ryan Jean Borotra | Hazel Hotchkiss | 6-4, 7-5      | Parcours |
| 2  | 22-08-1927 | US National Championships Forest Hills | G. Chelem | Gazon (ext.) | Eileen Bennett Henri Cochet | Hazel Hotchkiss | 6-2, 6-0, 6-3 | Parcours |

## La marqueLacoste
René Lacoste crée en 1933 la marque avec le logo issu de son surnom (le crocodile) et vend l'année suivante des chemises de haute qualité au grand public. La production est arrêtée entre 1940 et 1946 à cause de la Seconde Guerre mondiale. La marque s'exporte vers l'Italie à partir de 1951, puis les États-Unis en 1952. Sont lancés en 1960 les polos rayés, puis l'eau de toilette en collaboration avec Jean Patou en 1968. En 1971, un accord est signé pour fabriquer et vendre des vêtements au Japon. La firme se diversifie en proposant des lunettes de soleil en 1981, puis des chaussures quatre ans plus tard et des montres à partir de 1993. En 1988, elle lance la raquette « Equijet » qui allie les avantages d'un petit tamis à celles d'un grand tamis, notamment utilisée par Guy Forget lors de sa victoire en Coupe Davis en 1991.
Lacoste se lance dans les partenariats avec Peugeot en 1984. Elle est très impliquée dans le sponsoring, dans le milieu du tennis (Djokovic, Medvedev, Dimitrov, Bautista Agut, Mahut, Paire, Chardy…), mais aussi le golf, équipe de France de coupe Davis, de Fed Cup et des Jeux olympiques…

## La Fondation Lacoste
René Lacoste a toujours partagé sa passion du sport. Il s'est toujours attaché à donner leur chance et souvent à suivre personnellement de nombreux jeunes de son entourage, notamment sur la Côte Basque où il résida à plein temps les vingt dernières années de sa vie. La Fondation Lacoste fut créée en 2006 sous l'égide de la Fondation de France. Elle finance des projets associatifs qui s'appuient sur le sport pour aider des jeunes en difficulté. La fondation permet ainsi à des jeunes défavorisés d'accéder à la pratique du tennis et du golf, en France mais aussi au Brésil, aux États-Unis et de nombreux pays.